# Molpadia turgida
Molpadia turgida is een zeekomkommer uit de familie Molpadiidae.
De wetenschappelijke naam van de soort werd in 1879 gepubliceerd door Addison Emery Verrill.